# Xã Bremen, Quận Pine, Minnesota
Xã Bremen (tiếng Anh: Bremen Township) là một xã thuộc quận Pine, tiểu bang Minnesota, Hoa Kỳ. Năm 2010, dân số của xã này là 240 người.